# Leichtathletik-Weltmeisterschaften 2005/5000 m der Männer

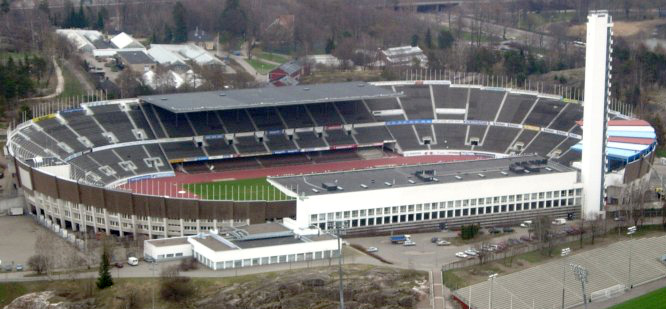
Das Olympiastadion in Helsinki im Mai 2005

Der 5000-Meter-Lauf der Männer bei den Leichtathletik-Weltmeisterschaften 2005 wurde am 11. und 14. August 2005 im Olympiastadion der finnischen Hauptstadt Helsinki ausgetragen.
Den WM-Titel errang der kenianische Vizeweltmeister von 1999 Benjamin Limo.

Wie schon über 10.000 Meter sechs Tage zuvor errang der Äthiopier Sileshi Sihine die Silbermedaille. Seine größten Erfolge hatte er in den beiden vorangegangenen Jahren mit WM-Bronze 2003 und Olympiasilber 2004 über 10.000 Meter feiern dürfen.

Den dritten Rang belegte der Australier Craig Mottram.

## Bestehende Rekorde
| Weltrekord               | 12:37,35 min | Kenenisa Bekele | Hengelo, Niederlande         | 31. Mai 2004    |
| Weltmeisterschaftsrekord | 12:52,79 min | Eliud Kipchoge  | WM 2003 in Paris, Frankreich | 31. August 2003 |

Der bestehende WM-Rekord wurde bei diesen Weltmeisterschaften nicht eingestellt und nicht verbessert.

## Vorrunde
Die Vorrunde wurde in zwei Läufen durchgeführt. Die ersten vier Athleten pro Lauf – hellblau unterlegt – sowie die darüber hinaus sieben zeitschnellsten Läufer – hellgrün unterlegt – qualifizierten sich für das Finale.

### Vorlauf 1

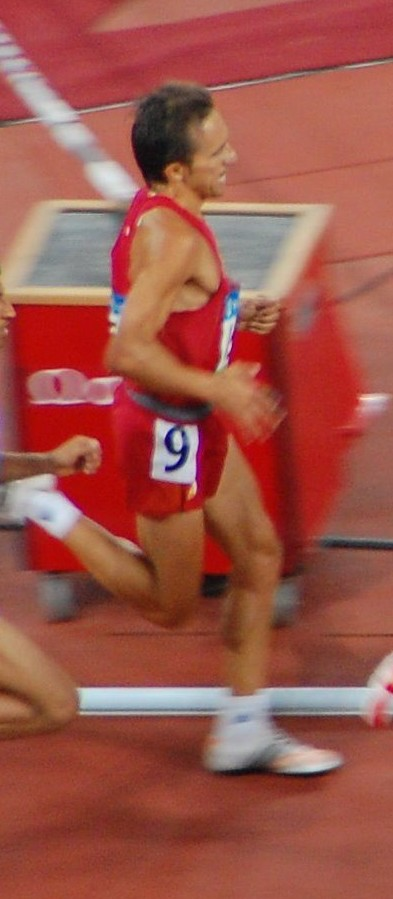
Alberto García – ausgeschieden als Achter des ersten Vorlaufs in 13:25,44 min
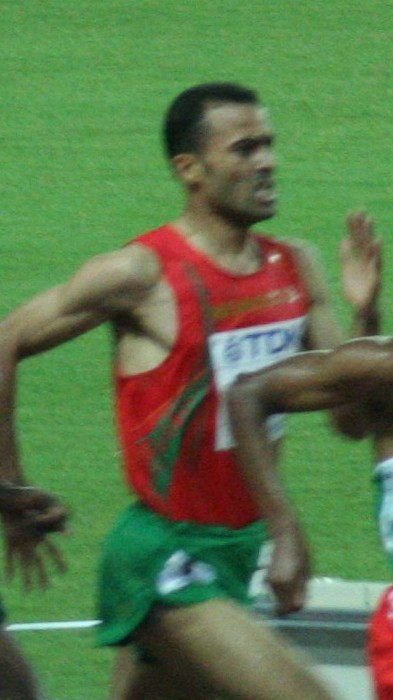
Hicham Bellani – ausgeschieden als Elfter des ersten Vorlaufs in 13:29,44 min

11. August, 18:30 Uhr
| Platz | Name                      | Nation      | Zeit (min) |
| ----- | ------------------------- | ----------- | ---------- |
| 1     | Isaac Kiprono Songok      | Kenia       | 13:20,36   |
| 2     | Tariku Bekele             | Äthiopien   | 13:20,66   |
| 3     | John Kemboi Kibowen       | Kenia       | 13:21,08   |
| 4     | Dejene Berhanu            | Äthiopien   | 13:21,220  |
| 5     | James Kwalia              | Katar       | 13:21,36   |
| 6     | Zersenay Tadese           | Eritrea     | 13:22,36   |
| 7     | Boniface Toroitich Kiprop | Kenia       | 13:22,44   |
| 8     | Wilson Kipkemei Busienei  | Uganda      | 13:25,36   |
| 9     | Alberto García            | Spanien     | 13:25,44   |
| 10    | Ian Dobson                | USA         | 13:27,16   |
| 11    | Hicham Bellani            | Marokko     | 13:29,44   |
| 12    | Alejandro Suárez          | Mexiko      | 13:31,63   |
| 13    | Serhij Lebid              | Ukraine     | 13:43,50   |
| 14    | Reid Coolsaet             | Kanada      | 13:53,15   |
| 15    | Roberto García            | Spanien     | 13:59,50   |
| 16    | Ryan Hall                 | USA         | 13:59,86   |
| 17    | Eduardo Buenavista        | Philippinen | 14:24,90   |
| 18    | Michael Sanchez           | Gibraltar   | 15:34,82   |
| 19    | Muhammad Mustafa          | Palästina   | 15:37,04   |

Weitere im ersten Vorlauf ausgeschiedene Läufer:

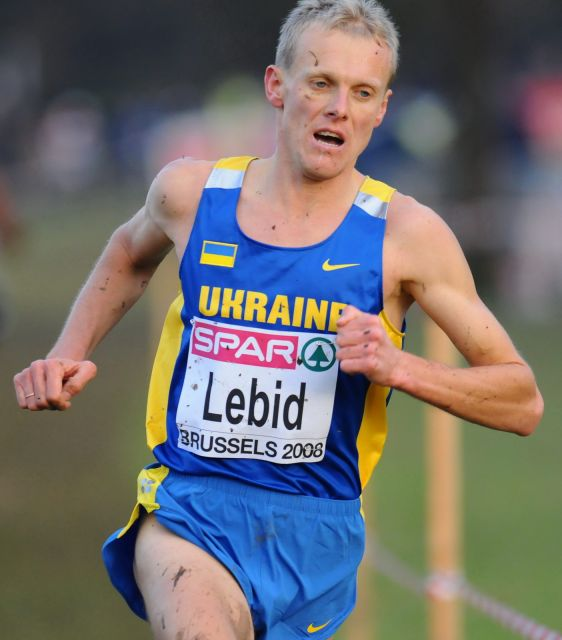
Serhij Lebid Dreizehnter in 13:43,50 min
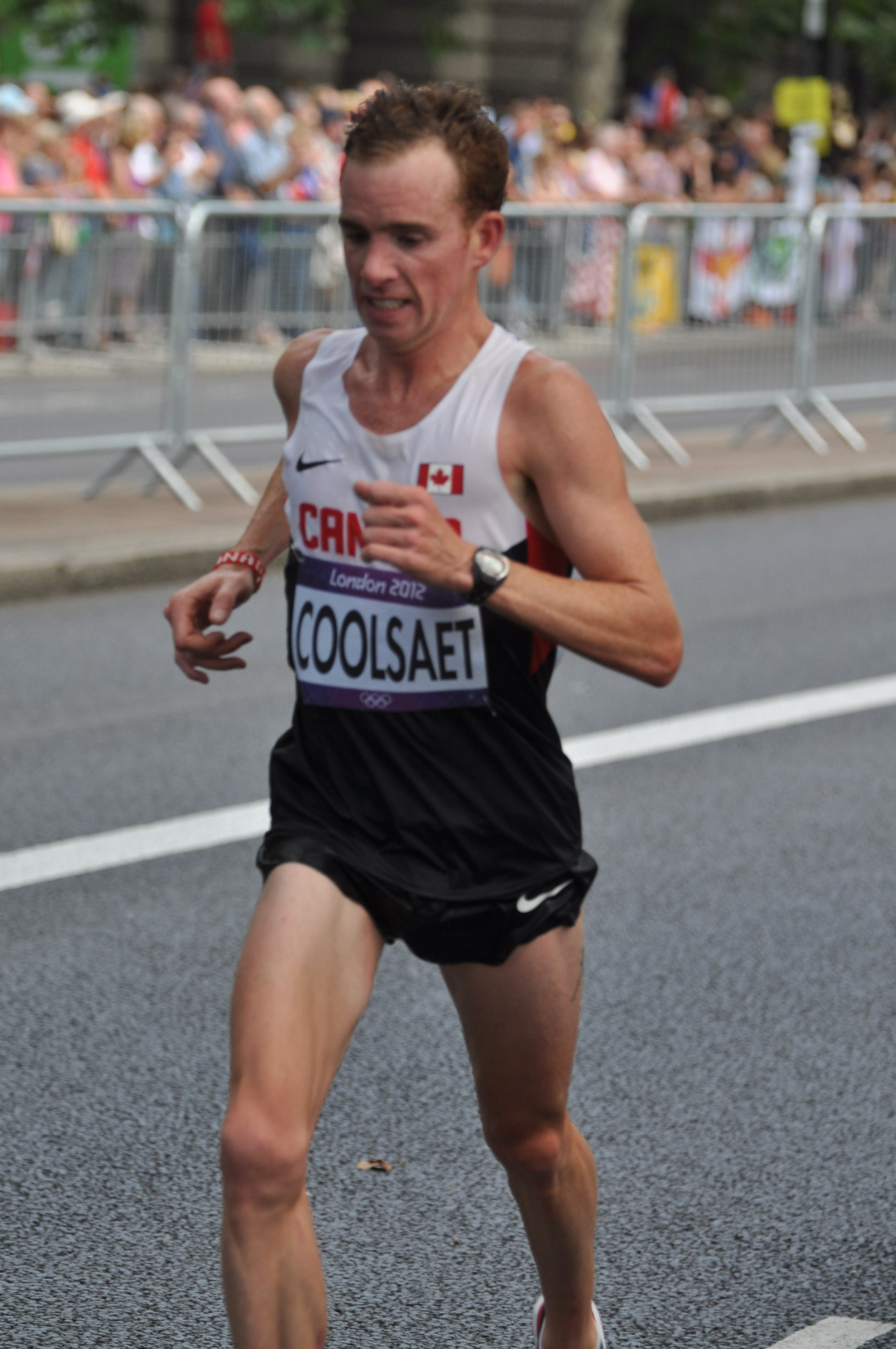
Reid Coolsaet Vierzehnter in 13:53,15 min
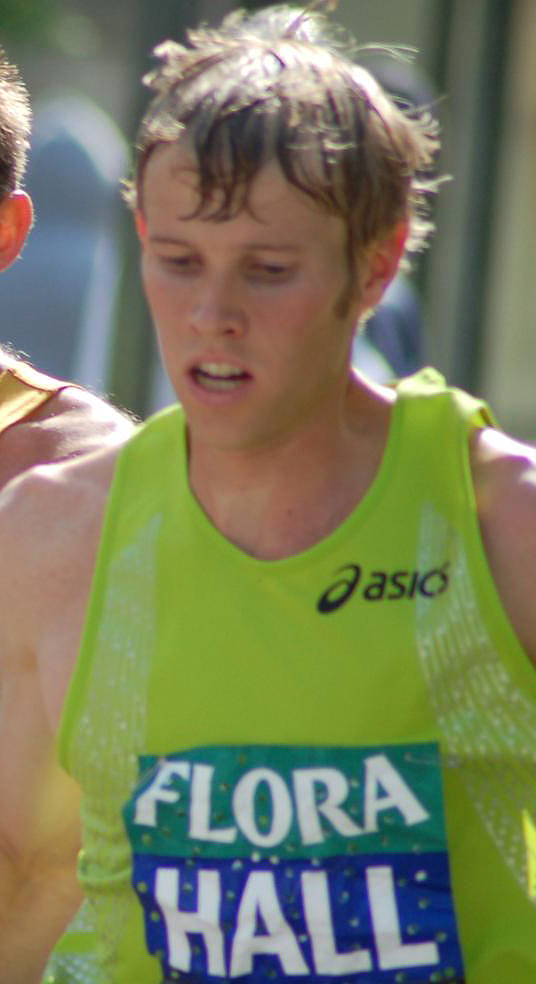
Ryan Hall Sechzehnter in 13:59,86 min
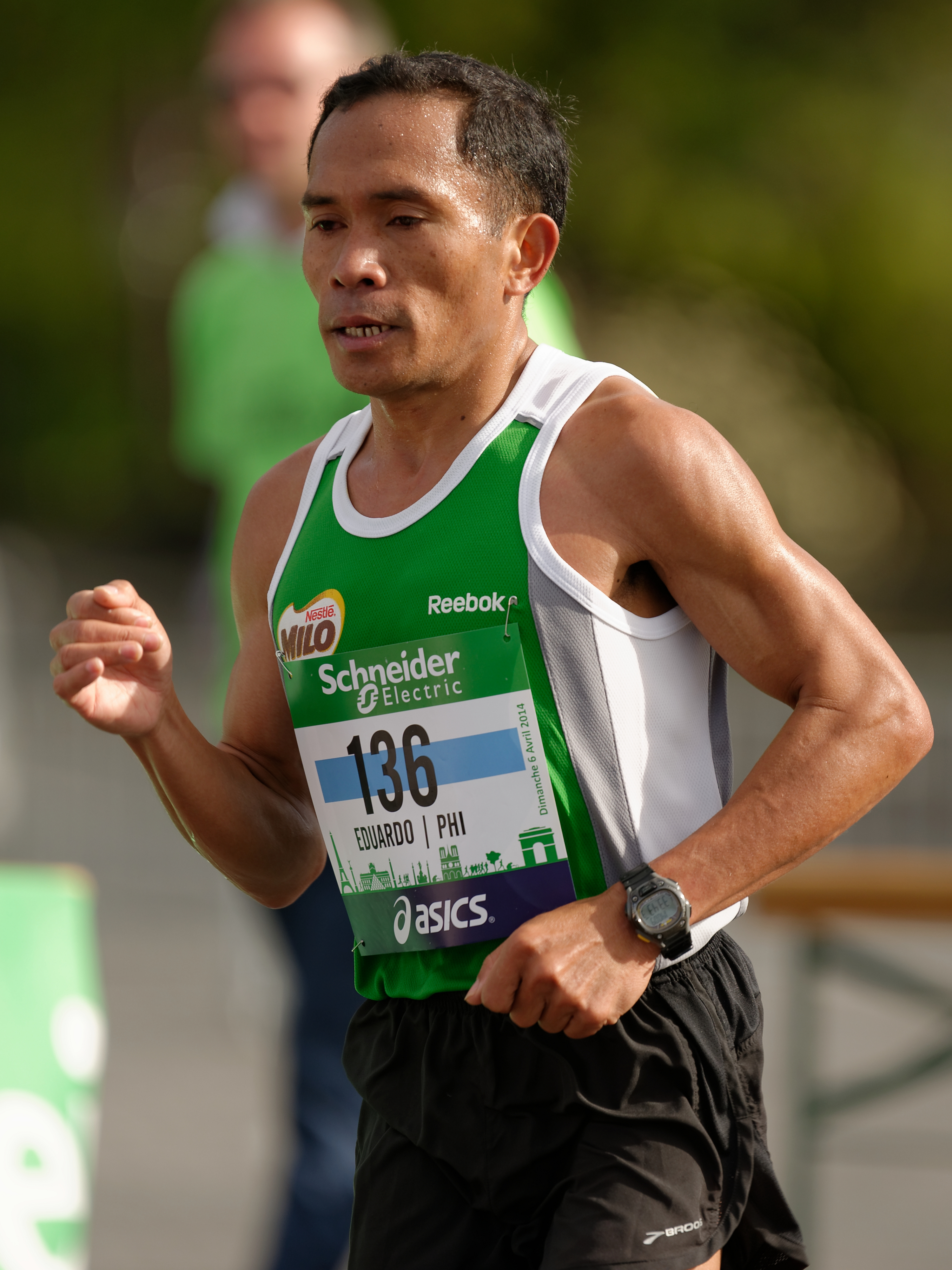
Eduardo Buenavista Siebzehnter in 14:24,90 min

### Vorlauf 2

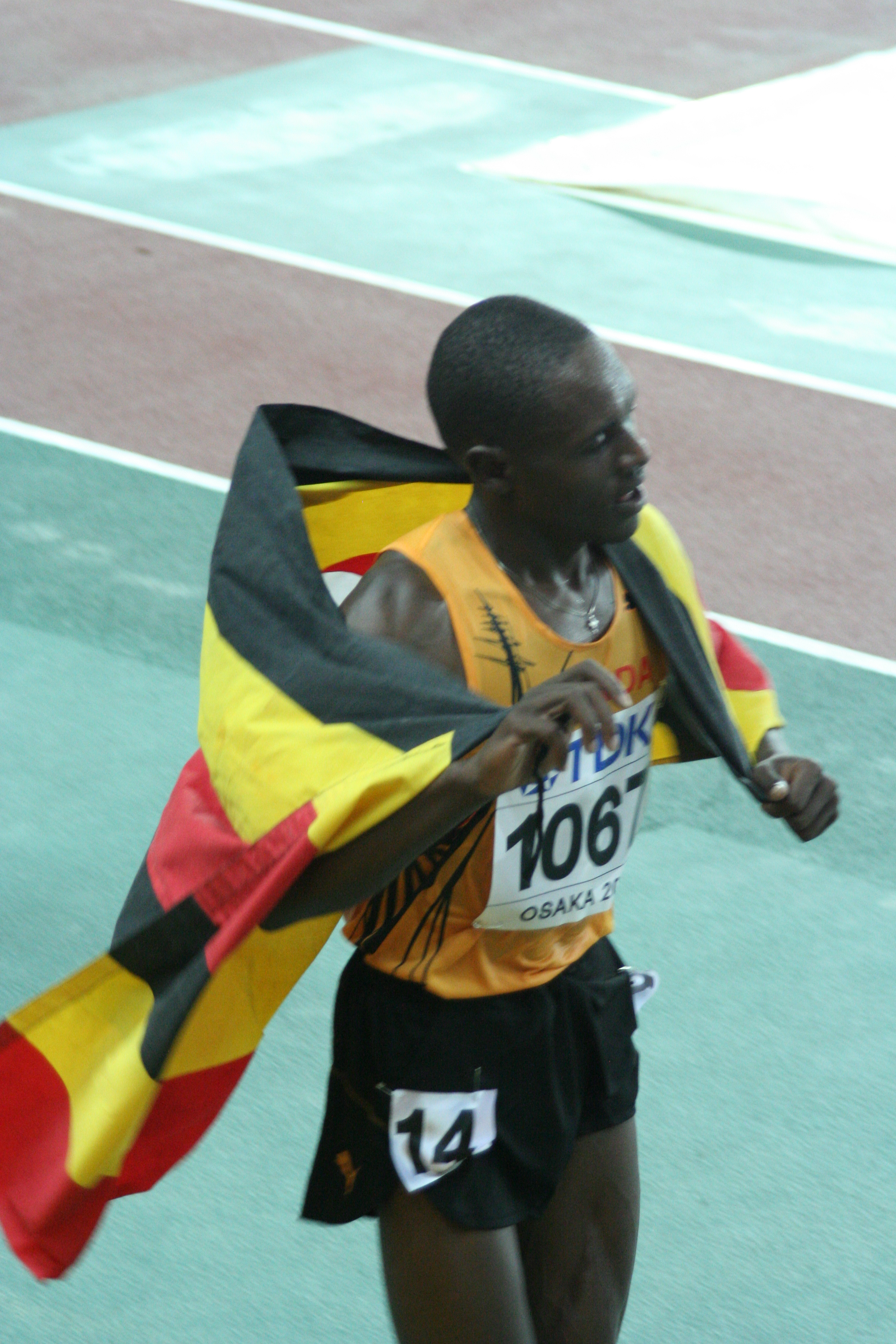
Moses Ndiema Kipsiro – ausgeschieden als Zwölfter des zweiten Vorlaufs in 13:32,25 min
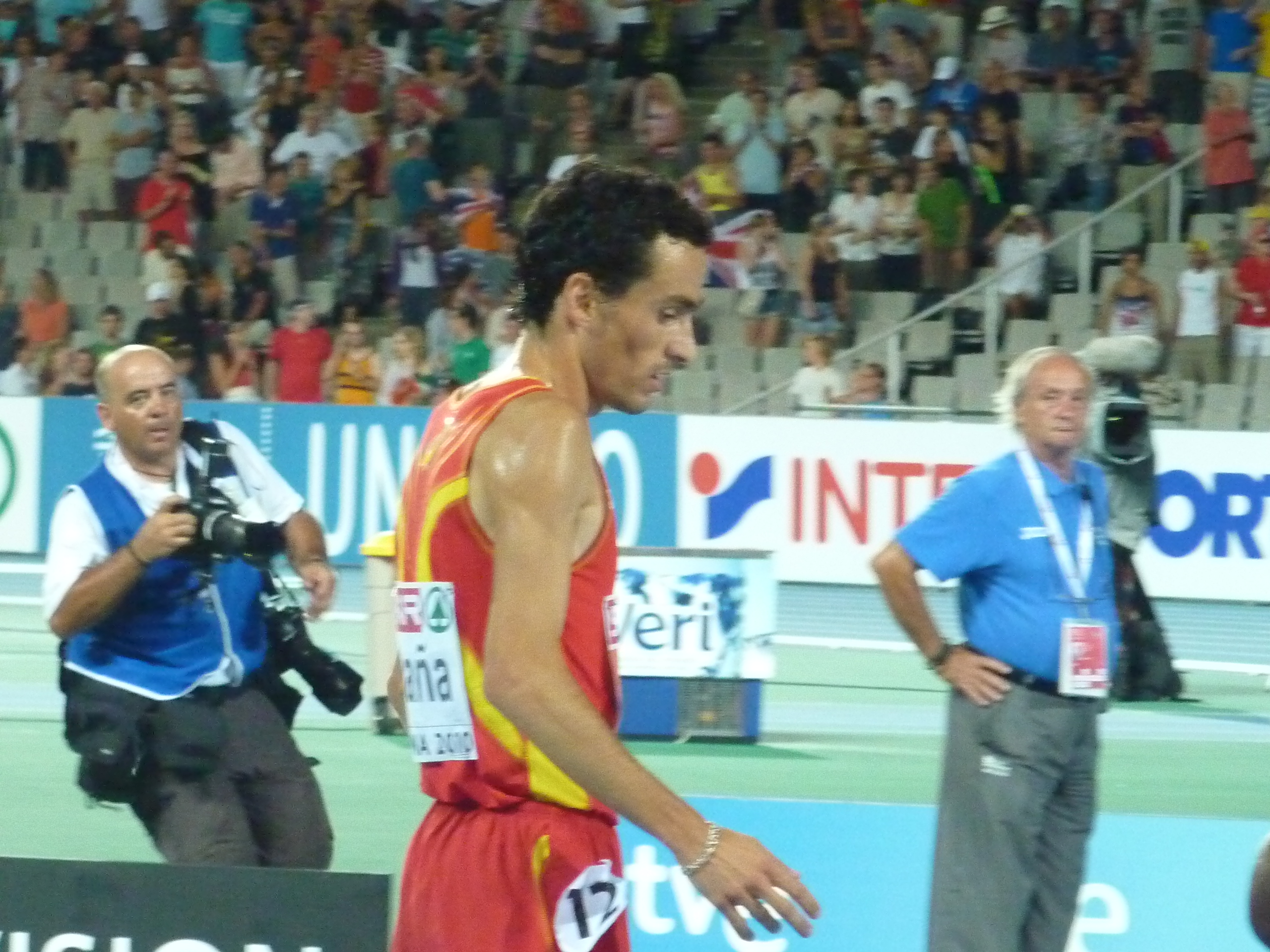
Jesús España – im zweiten Vorlauf disqualifiziert wegen Verlassens der Laufbahn

11. August, 18:55 Uhr
| Platz | Name                 | Nation        | Zeit (min)                      |
| ----- | -------------------- | ------------- | ------------------------------- |
| 1     | Eliud Kipchoge       | Kenia         | 13:12,86                        |
| 2     | Craig Mottram        | Australien    | 13:12,93                        |
| 3     | Sileshi Sihine       | Äthiopien     | 13:13,04                        |
| 4     | Ali Saïdi-Sief       | Algerien      | 13:13,50                        |
| 5     | Benjamin Limo        | Kenia         | 13:14,30                        |
| 6     | Fabiano Joseph       | Tansania      | 13:18,18                        |
| 7     | Mukhlid al-Otaibi    | Saudi-Arabien | 13:20,06                        |
| 8     | Marius Bakken        | Norwegen      | 13:22,00                        |
| 9     | Mohammed Mourhit     | Belgien       | 13:22,87                        |
| 10    | Samson Kiflemariam   | Eritrea       | 13:31,05                        |
| 11    | Essa Ismail Rashed   | Katar         | 13:31,73                        |
| 12    | Moses Ndiema Kipsiro | Uganda        | 13:32,25                        |
| 13    | Tim Broe             | USA           | 13:51,17                        |
| 14    | Thiha Aung           | Myanmar       | 14:33,69                        |
| 15    | Francis Khanje       | Malawi        | 14:51,49                        |
| DSQ   | Jesús España         | Spanien       | IAAF Rule 163.3 – Bahnverlassen |
| DNS   | Abderrahim Goumri    | Marokko       |                                 |
| DNS   | Mohammed Amyn        | Marokko       |                                 |
| DNS   | Günther Weidlinger   | Österreich    |                                 |

## Finale

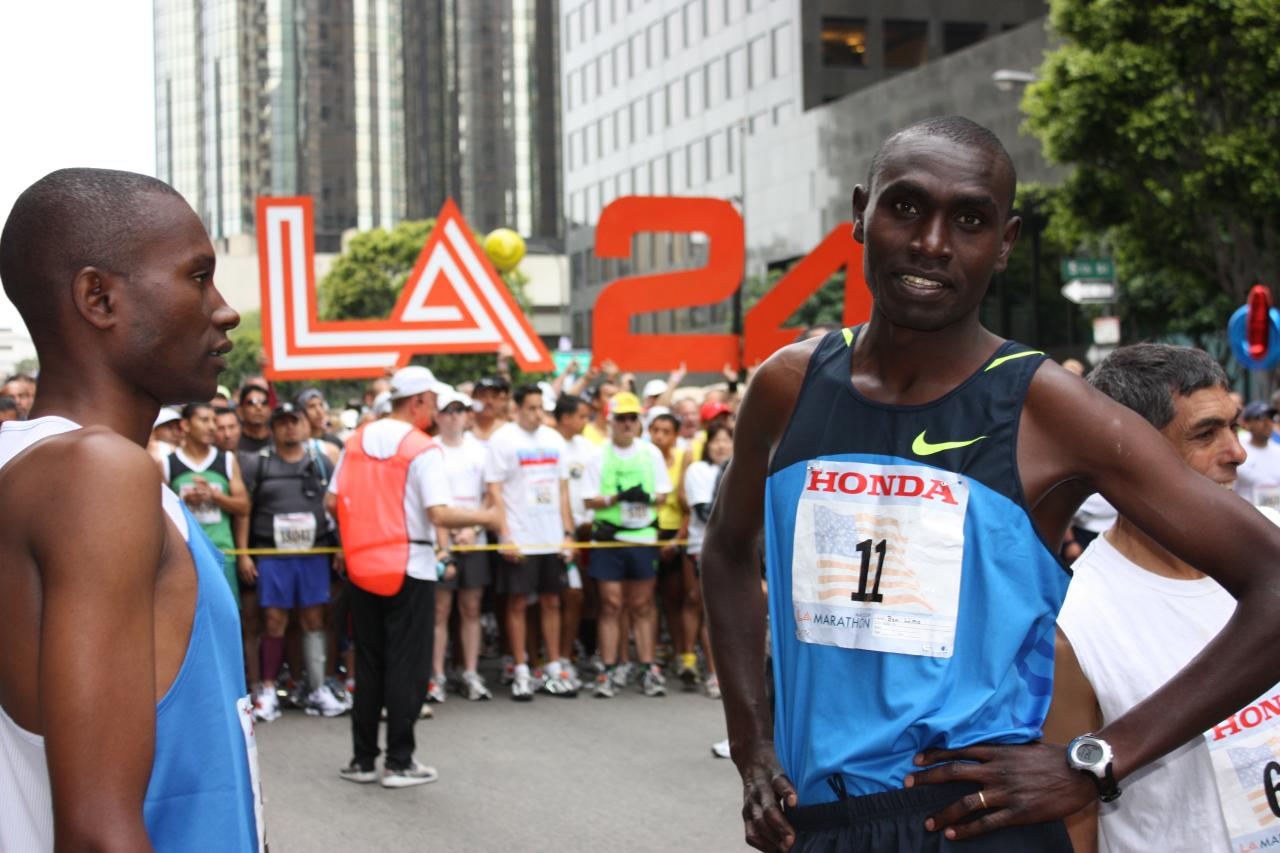
Weltmeister wurde Benjamin Limo (rechts), der Vizeweltmeister von 1999

14. August, 20:20 Uhr
| Platz | Name                      | Nation        | Zeit (min) |
| ----- | ------------------------- | ------------- | ---------- |
| 1     | Benjamin Limo             | Kenia         | 13:32,55   |
| 2     | Sileshi Sihine            | Äthiopien     | 13:32,81   |
| 3     | Craig Mottram             | Australien    | 13:32,96   |
| 4     | Eliud Kipchoge            | Kenia         | 13:33,04   |
| 5     | Ali Saïdi-Sief            | Algerien      | 13:33,25   |
| 6     | John Kemboi Kibowen       | Kenia         | 13:33,77   |
| 7     | Tariku Bekele             | Äthiopien     | 13:34,76   |
| 8     | Dejene Berhanu            | Äthiopien     | 13:34,98   |
| 9     | Mukhlid al-Otaibi         | Saudi-Arabien | 13:35,29   |
| 10    | Isaac Kiprono Songok      | Kenia         | 13:37,10   |
| 11    | Boniface Toroitich Kiprop | Kenia         | 13:37,73   |
| 12    | Marius Bakken             | Norwegen      | 13:38,63   |
| 13    | James Kwalia              | Katar         | 13:38,90   |
| 14    | Zersenay Tadese           | Eritrea       | 13:40,27   |
| 15    | Fabiano Joseph            | Tansania      | 13:42,50   |

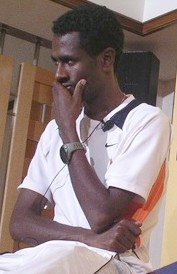
Sileshi Sihine – Vizeweltmeister wie schon über 10.000 Meter sechs Tage zuvor – über 10.000 Meter 2003 WM-Dritter und 2004 Olympiazweiter
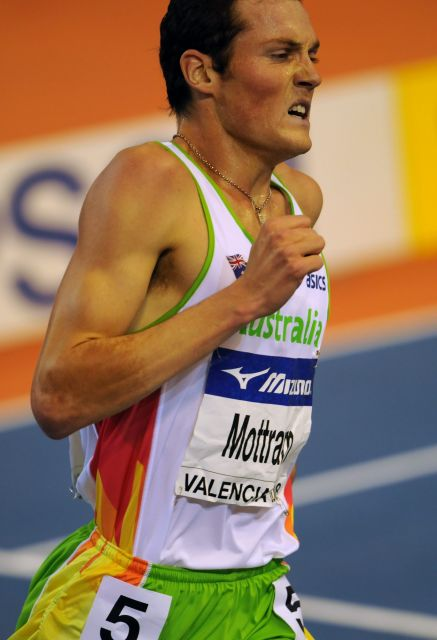
Bronzemedaillengewinner Craig Mottram
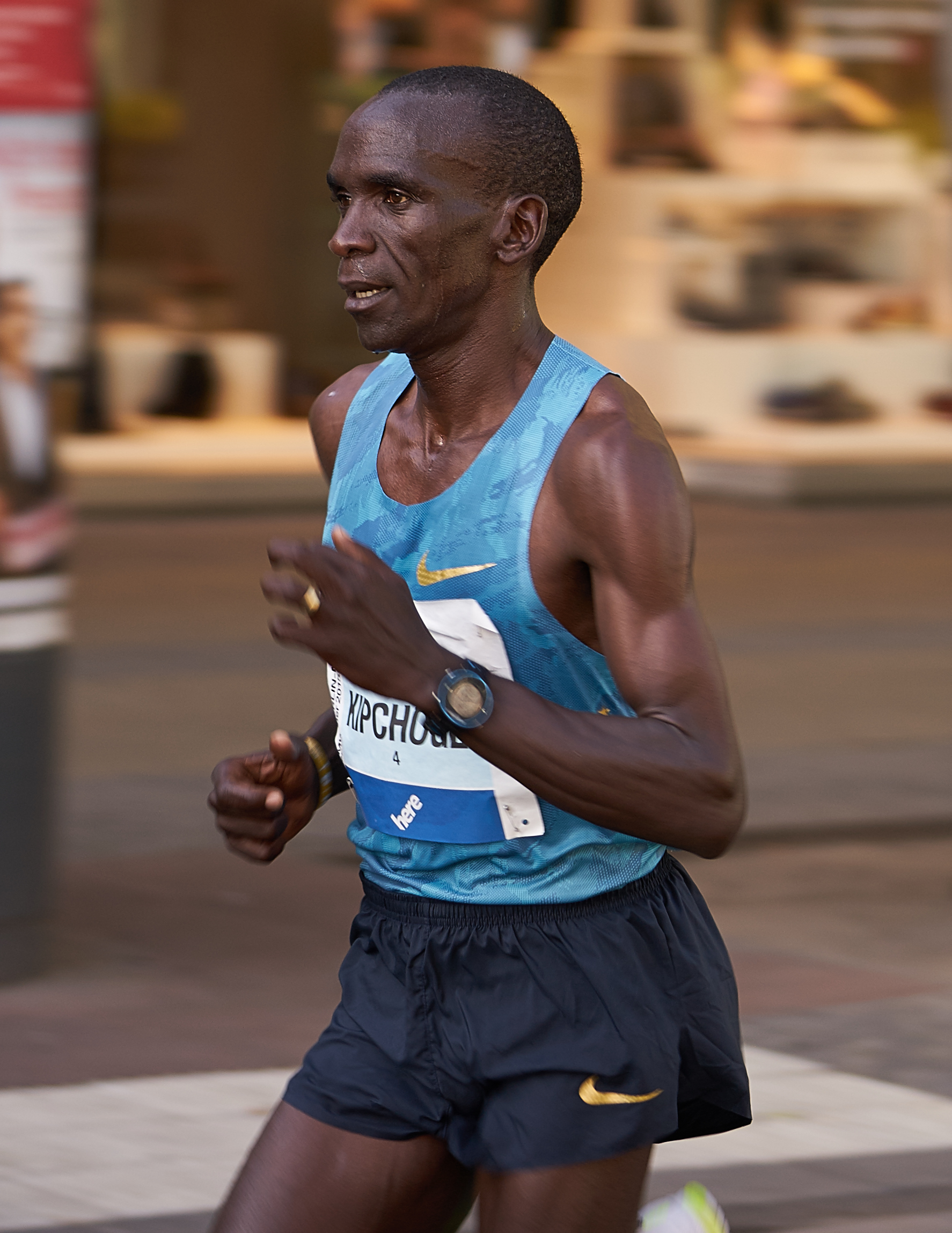
Titelverteidiger Eliud Kipchoge blieb diesmal als Vierter ohne Medaille
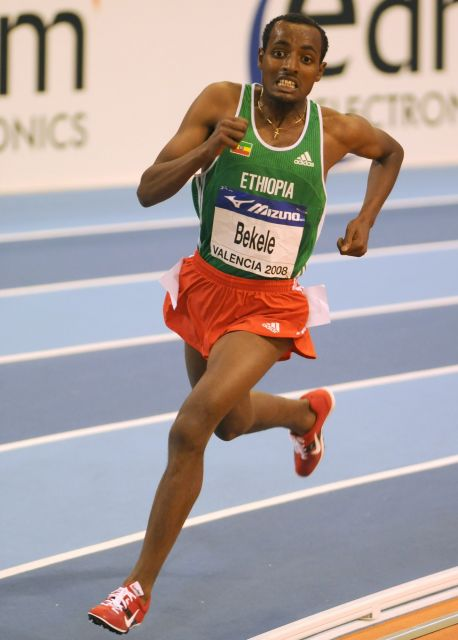
Tariku Bekele kam auf den siebten Platz
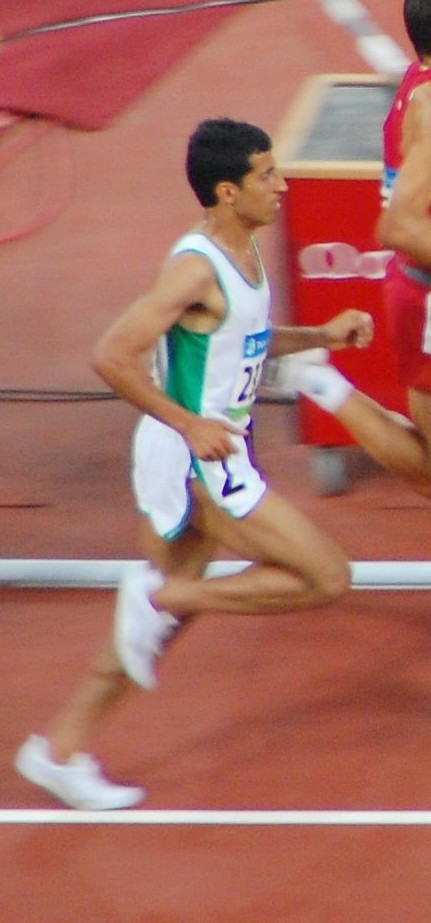
Moukheld Al-Outaibi erreichte Platz neun
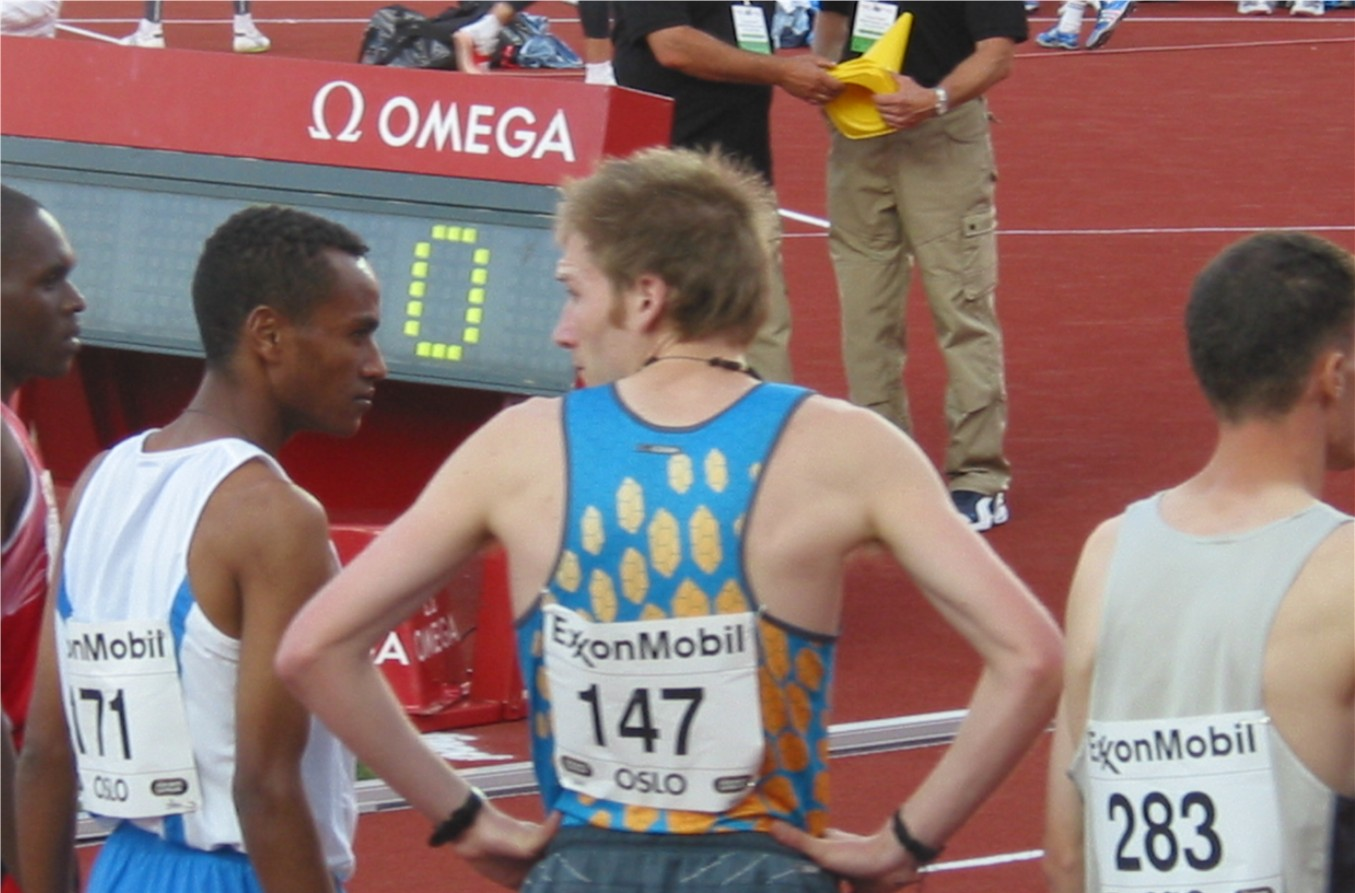
Marius Bakken (Nr. 147) wurde Zwölfter
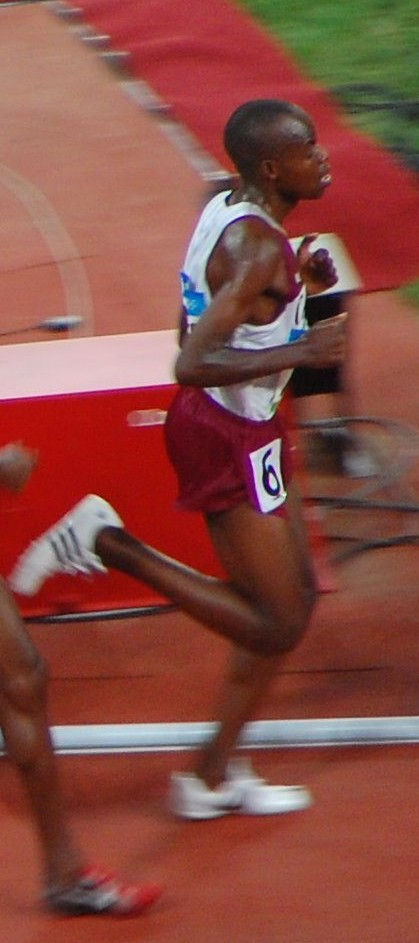
James Kwalia C’Kurui belegte Rang dreizehn
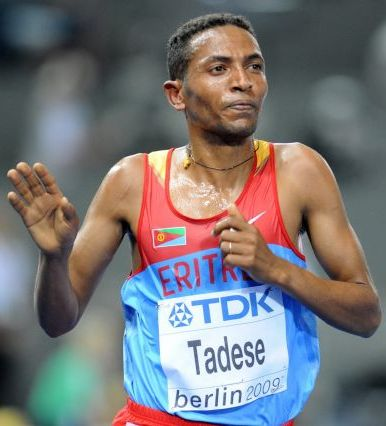
Rang vierzehn für Zersenay Tadese

## Video
- Mens 5000m final - Helsinki 2005, youtube.com, abgerufen am 28. September 2020